# Родригес Ребольяр, Хосе
Хосе Иван Родригес Ребольяр (исп. José Iván Rodríguez Rebollar; родился 17 июня 1996 года в Морелия, Мексика) — мексиканский футболист, полузащитник клуба «Леон» и сборной Мексики.

## Клубная карьера
Родригес — воспитанник клуба «Леон». 8 января 2017 года в матче против «Пачука» он дебютировал в Лиге MX.

## Международная карьера
3 октября 2019 года в товарищеском матче против сборной Тринидада и Тобаго Родригес дебютировал за сборную Мексики.